# Смисао живота: приче о психотерапији
Смисао живота: приче о психотерапији (енгл. Momma and the meaning of life) је стручна монографија америчког егзистенцијалног психијатара, почасног професора психијатрије на Универзитету Станфорд, и књижевника Ирвина Давида Јалома (енгл. Irvin David Yalom) (1931) објављена 1999. године. Издање на српском језику објавила је издавачка кућа Психополис институт 2015. године из Новог Сада у преводу Корнелије Ракић-Одри.

## О аутору
Ирвин Д. Јалом је рођен 1931. у Вашингтону у породици руских емиграната. Аутор је неколико бестселера, као и стручних књига из области психотерапије. Данас је професор на универзитету и живи у Сан Франциску. Активан је психотерапеут у Сан Франциску и Пало Алту. Највећи допринос дао је предајући о групној психотерапији као и развијајући модел егзистенцијалне терапије.

## О делу
Смисао живота: приче о психотерапији је књига која садржи шест прича од којих су неке истините, неке делимично истините, неке измишљене, код неких је аутор око истинитог језгра измислио догађаје.
Суштина и значај прича јесте што су све усмерене на проналажење унутрашње снаге уз помоћ психотерапије. Као и на то да уведу читаоце у тајне Јаломове стручности које примењује како би ангажовао клијенте током терапија, како им помаже да пронађу унутрашњу снагу да се супроставе свему тешком у животу и нађу смисао и обогате своје биће.
Смисао живота: приче о психотерапији је књига о налажењу унутрашње снаге уз помоћ психотерапије.